# Курортология
Курортология (от нем. Kur «лечение» + нем. Ort «место» + др.-греч. λόγος «учение») — раздел медицины, изучающий воздействие природы, ее лечебных свойств на организм человека с целью применения в реабилитации, восстановлении и профилактики здоровья человека. Основные лечебные (курортные) факторы: климат, минеральные воды, целебные грязи.
Курортология включает в себя бальнеологию, бальнеотерапию, бальнеотехнику, грязелечение; курортную климатологию, климатотерапию (аэро-гелио-талассотерапию); а также организацию самих курортов.

## История курортологии
Лечение травм, болезней с помощью физических факторов природы (солнце, воздух, вода) начали изучать с древних времен. Далее появлялись первые работы о бальнеологии, минеральных водах и др. (Савонарола, 1485; Парацельс).
В России курортология развивается с середины XIX века (изучение гидроминеральных источников), в начале XX века был введен сам термин (врач И. А. Багашев). Работы по изучению воздействия минеральных вод на пищеварение в лаборатории И. П. Павлова положили основу учения о применении вод внутрь. Как наука курортология в СССР возникла по инициативе Н. А. Семашко в 1925 году, тогда же был открыт институт курортологии.
В современной России действует Национальный медицинский исследовательский центр реабилитации и курортологии МЗ РФ, «Российское общество врачей восстановительной медицины, медицинской реабилитации, курортологов и физиотерапевтов» и др.

## Бальнеотерапия
Бальнеотерапия (от лат. balneum — баня, др.-греч. θεραπεία — медицинские заботы, лечение) — раздел бальнеологии, занимающийся применением минеральных вод и ванн с лечебной целью

## Талассотерапия
Талассотерапия (др.-греч. θάλασσα — море; θεραπεία — лечение) — раздел клинической медицины изучающий свойства приморского климата, морской воды, водорослей, морских грязей и других продуктов моря и механизмы их действия на организм человека при лечебно-профилактическом применении.

## Грязелечение
Грязелечение — метод лечения основан на применении грязей минерально-органического происхождения и грязеподобных веществ (глин и др.), лечебное действие которых обусловлено влиянием температурного и механического факторов, природными физическими свойствами и химическим составом.

## Гелиотерапия
Гелиотерапия — это воздействие солнечными лучами на организм человека в лечебных и профилактических целях.

## Аэротерапия
Аэротерапия — это использование свежего воздуха для лечебных и профилактических целей, длительное нахождение на открытом воздухе, принятие воздушных ванн.

## Гидротерапия
Гидротерапия (др.-греч. ὕδωρ — вода, θεραπεία — лечение) — наружное применение пресной (собственно водолечение) и минеральной (бальнеотерапия) воды с целями лечения, медицинской реабилитации, сохранения и восстановления здоровья. Проводится в форме обливания, обтирания, укутывания, душа, ванн, купания и т. д.